# 群眾

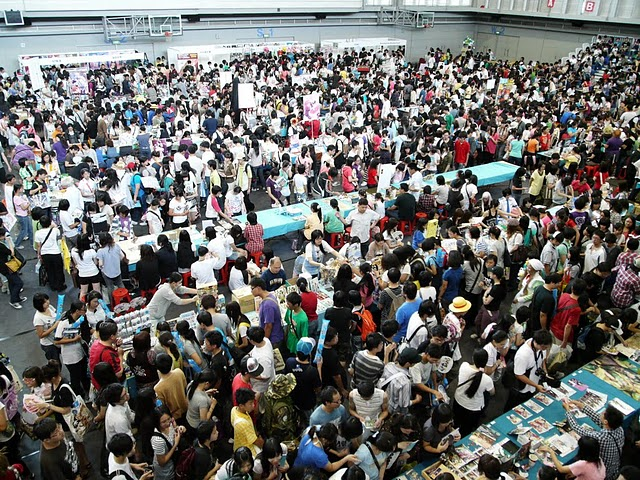
參觀台中逢甲大學體育館舉行的第4屆（2010年）同人誌展售會的群眾。

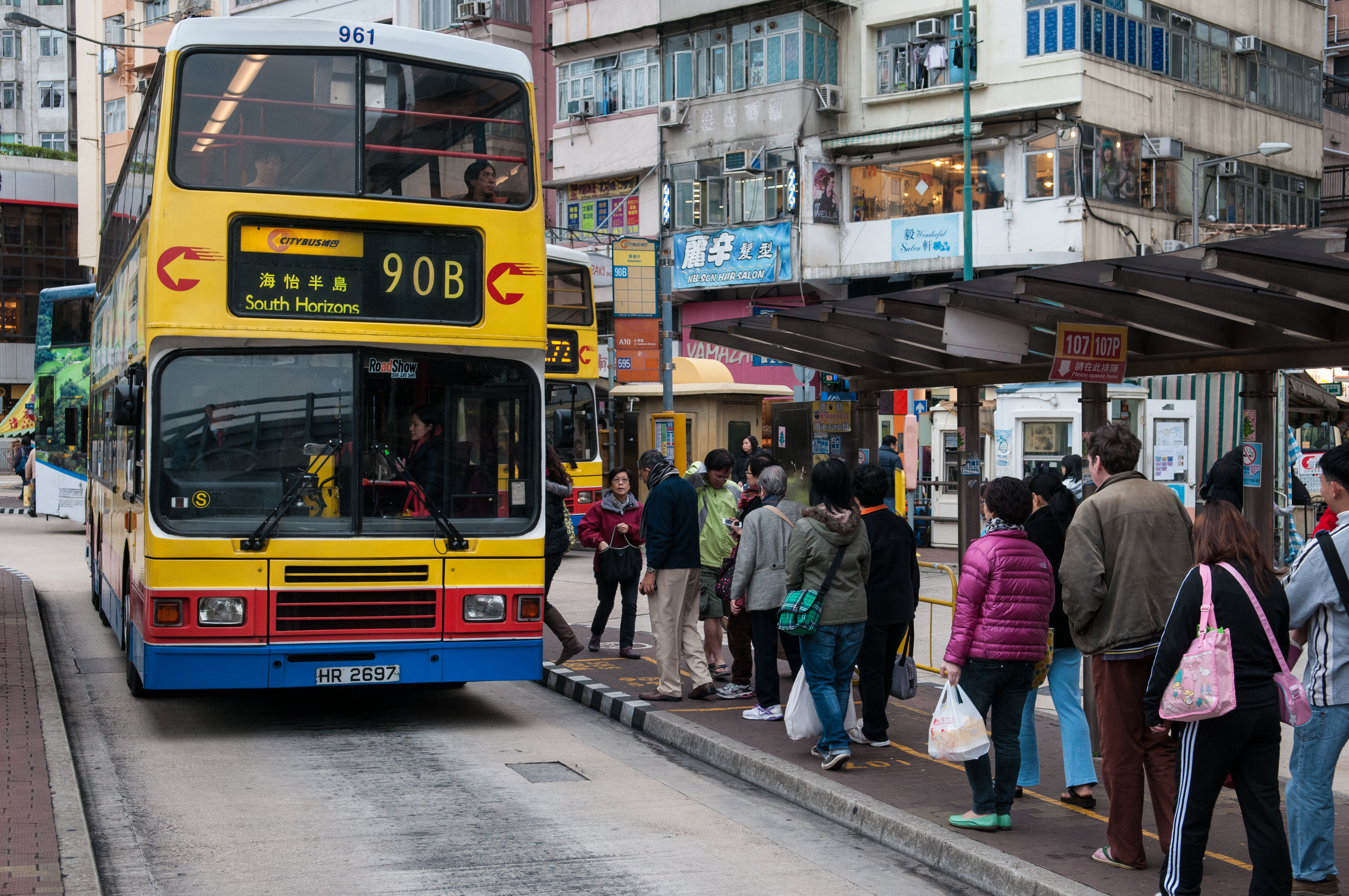
香港仔街道上排隊上巴士的群眾。

群眾（或稱人群、民眾）是指未經組織、沒有秩序、在實體或虛擬的特定時空內，聚集一起的人們，漢文化中有「三人成眾」概念，三個人或以上聚集便可被視為群眾。群眾是一種集合概念，沒有數量上限，從三人到三千人、三萬人或更多，都是群眾。
群眾雖然是未經組織的多人，但常有共通性，無論是看電影、看比賽、聽演唱會、聽取政見發表、到商場購物、參與暴動、甚至是等過馬路、坐公車時的群眾，其中的每一個體，會有雷同的行為目的與情感認知，成為一種集體意識。
群眾中有些個體，會在有意無意中會成為代表人（leading agent），會被其他個體，在未經或缺乏理性分析下，進行仿效或跟隨，產生羊群行為或從眾效應。

## 科學研究

### 心理學
社會心理學上有一群眾心理學的分支，是研究人們在群眾中，個體與個體間，以及群體與群體間，是如何傳達與處理思想或行為。
最新的研究結果，群眾中的人們，可被分類為「活躍（active）」與「被動（passive）」者，活躍者可進一步分類為：
1. 「激進型（aggressive）」活躍者：是帶有暴力且向外注意的心理狀態[3]；
2. 「逃難型（escapist）」活躍者：是恐慌且試圖擺脫危險的心理狀態[3]；
3. 「貪婪型（acquisitive）」活躍者：是要爭奪有限資源的心理狀態[3]；以及
4. 「表現型（expressive）」活躍者：是要參與且想表現自我的心理狀態[3]。

### 社會學
社會學關心群眾是如何形成、分類、潛在問題、以及可行的管理或控制方法。

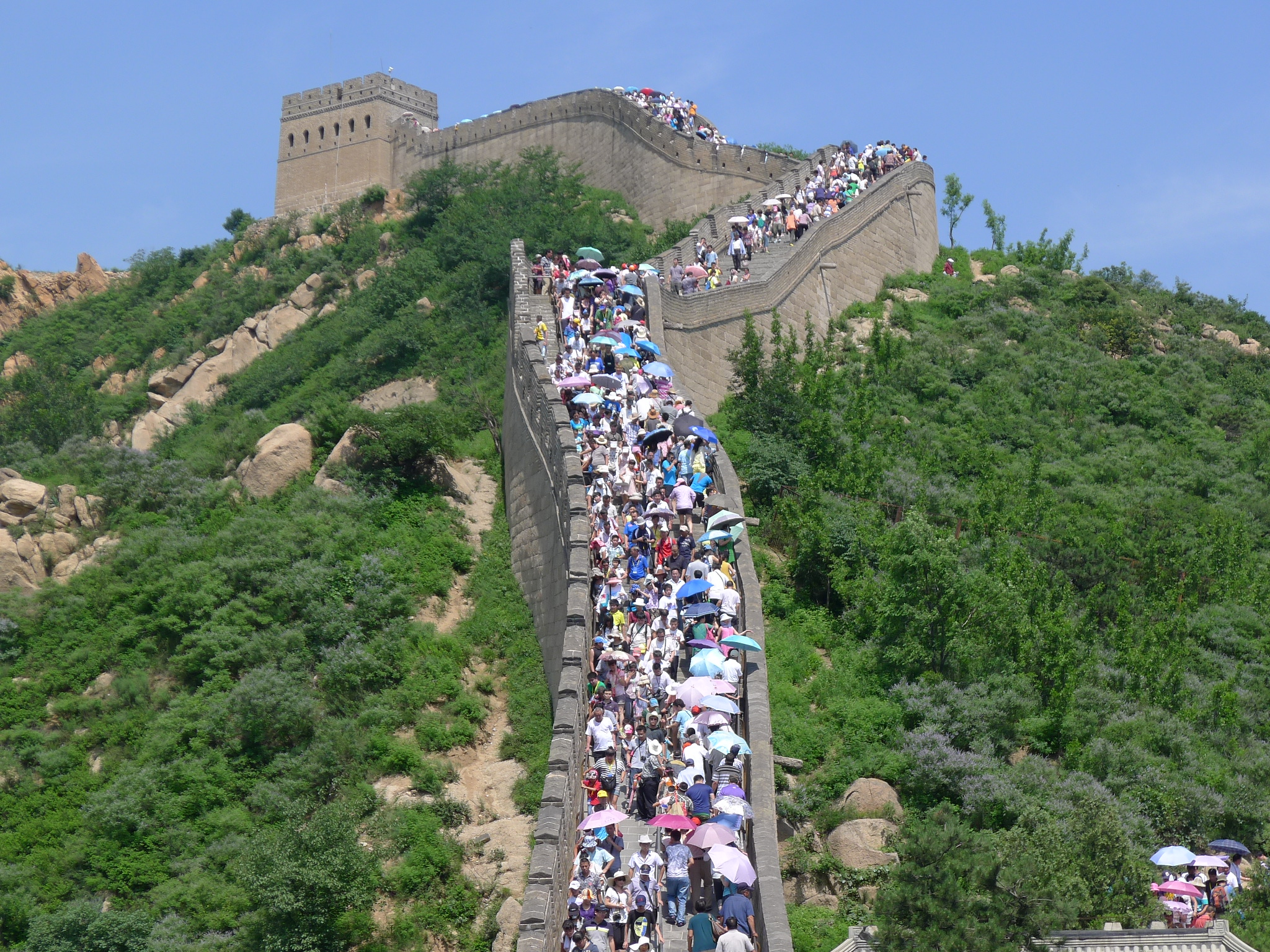
北京八達嶺長城旅遊的群眾。